# Karl Nachtigall
Karl Nachtigall (* 17. Oktober 1959 in Kirchdorf) ist ein deutscher Verkehrswissenschaftler. Er ist seit 2000 Professor für Verkehrsströmungslehre an der Fakultät Verkehrswissenschaften „Friedrich List“ an der TU Dresden. Er ist Studienrichtungsleiter der Vertiefungsrichtung „Systemtechnik“ des Studiengangs Verkehrsingenieurwesen.

## Leben
Nach seinem Diplom-Studium der Mathematik mit Nebenfach Physik an der Gottfried Wilhelm Leibniz Universität Hannover von 1978 bis 1985 wurde er wissenschaftlicher Mitarbeiter an der Universität Hildesheim. Während dieser Zeit schloss er seine Promotion im Fachbereich Mathematik an der Universität Hannover ab. 1995 wechselte er von Hildesheim nach Braunschweig zum Deutschen Zentrum für Luft und Raumfahrt. Während dieser Zeit schloss er 1999 seine Habilitation am Fachbereich Verkehrsströmungslehre der Universität Hildesheim ab. Im Jahr 2000 erhielt er einen Ruf an die Fakultät für Verkehrswissenschaften nach Dresden. Seine Forschungsschwerpunkte sind die mathematische Optimierung der Fahrplanung, die Linienplanung, der Flugplanung, des Flugverkehrsmanagement und der Analyse von Verkehrsdaten.

## Publikationen
- Periodic Network Optimization and Fixed Interval Timetables. Habilitationsschrift, Universität Hildesheim, 1998 IB 112-99/02 (DLR).
- Lineare Abbildungen zwischen Verbandsräumen und deren Anwendungen. Linear mappings between lattice spaces and their applications. Dissertation, Universität Hannover, Hannover 1989.